# Soilwork
„Сойлуърк“ (Soilwork) е метъл група от Хелсингбори, Швеция.
Сформирана е през 1995 под името Inferior Breed, през 1996 г. променя името си на Soilwork – игра на думи, означава „изграждане от земята нагоре“), което подхожда повече на стила им, ясно различим и често отдалечаващ се от традиционния метъл. В ранните си албуми, Soilwork свирят класически мелодичен дет метъл, смесвайки го с пауър-грув рифовете на британския и европейския метъл от края на 70-те и началото на 80-те. В последните албуми звукът им става по-модерен, по-мелодичен, с елементи на алтернативен метъл и индъстриъл, с повече чисти вокали. Заради това (както и заради сходната промяна в стила при In Flames, близка в много отношения група), те често са определяни като метълкор и дори обвинявани, че са се „продали“.

## История
Soilwork се събират в шведския град Helsingborg през 1995 година под името Inferior Breed. По това време стилът им е мелодично съчетание между траш и дет метъл, а съставът е: Bjorn „Speed“ Strid (вокали), Carlos Del Olmo Holmberg (клавир), Ludvig Svartz (китара, вокали), Peter „Vicious“ Wichers (китара) и Jimmy Persson (барабани). През 1997, когато се присъединява басистът Ola Flink, е записано демото „In Dreams We Fall Into The Eternal Lake“. По това време бандата сменя названието си на Soilwork. Скоро е подписан договор с френския лейбъл Listenable Records и момчетата записват дебютния си албум през 98 година. Продуциран от Fredrik Nordstrom в легендарното студио Fredman, „Steelbath Suicide“ е приет много добре от специализираната преса по света, както и от метъл феновете. Малко след издаването му, поради музикални различия групата напускат Ludvig Svartz и Jimmy Persson. Новият китарист е Ola Frenning (Acacia, Catweazel), а зад барабаните сяда Henry Ranta, на когото бандата се натъква по време на един концерт в Стокхолм. Soilwork обикалят Европа заедно с Krisiun, Darkane и Naglfar. В началото на 1999 записват втория си дългосвирещ албум – „The Chainheart Machine“, в чието създаване дори участва струнен ансамбъл. Той се появява на пазара през октомври и отзвукът е още по-силен. Следва световно турне с Defleshed, Cannibal Corpse и Marduk, както и малко японско такова със сънародниците Dark Tranquility. Soilwork стават все по-известни и получават много предложения от различни компании. В крайна сметка те решават да подпишат с немците Nuclear Blast и през 2000 година започват работа по третия си запис, озаглавен „A Predator's Portrait“. Творбата е издадена на 19 февруари следващата година и печели на младите шведи неподозиран успех. Пробивът е толкова сериозен, че голяма част от критиката поставя Soilwork наравно с флагманите на скандинавския мелодет In Flames. През март Carlos Holmberg напуска състава, за да гради кариера на художник. Новият клавирист е Sven Karlsson (екс – Evergrey, Embraced). След продължително турне с Annihilator и Nevermore, групата приключва концертната си дейност за годината с триумфално участие на Wacken Open Air.
Следващото си произведение – „Natural Born Chaos“, бандата записва в края на 2001 под ръководството на канадския ексцентрик Devin Townsend. Междувременно членове на Soilwork, Darkane и Construcdead обединяват усилия в проекта Terror 2000. „Natural Born Chaos“ се появява в началото на 2002 и представлява логично продължение на „A Predator's Portrait“. Проведени са нови турнета из Европа, САЩ и Япония, съвместно с банди като Hypocrisy, Killswitch Engage и Children Of Bodom. Не след дълго Soilwork за пореден път се затварят в студио (този път – в Queenstreet Recording) с продуцент Fredrik Nordstrom. В записите на „Figure Number Five“ с беквокали участва Jens Broman (Hatelight). Албумът е издаден през април 2003 и предизвиква нова вълна на фурор, като дори великанът Rob Halford се изказва с респект за групата. Шестимата обикалят Северна Америка с In Flames, Chimaira и Unearth в продължение на месец, след което свирят в Япония с Children Of Bodom. Henry Ranta се оттегля от задълженията си на барабанист и на мястото му идва Richard Evensand (Dog Faced Gods, Ebony Tears и др). След ноемврийското турне в САЩ, на което Soilwork придружават Cradle Of Filth и Type O Negative, Rickard решава да се прехвърли в Chimaira. Зад касите за постоянно сяда Dirk Verbeuren от Scarve. През втората половина на 2004 бандата започва да работи по материал за шестия си студиен запис. През септември в студио Kuling продуцентът Daniel Bergstrand помага за създаването на „Stabbing The Drama“, който излиза официално в началото на 2005 година. Soilwork се задържат на високи позиции в класациите по продажби в Швеция, Финландия, Австрия, Франция... През пролетта Bjorn Strid основава проекта Coldseed съвместно с барабаниста Thomen Stauch (екс – Blind Guardian). Годината минава добре за Soilwork, но в средата на декември дългогодишният китарист и съосновател на бандата Peter Wichers напуска поради лични причини. Негов заместник все още не е намерен, но групата продължава уверено напред.

## Дискография

### Студийни албуми
| Дата на издаване  | Заглавие                | Издател                          | Класации | Продадени |
| 20 май, 1998      | Steelbath Suicide       | Listenable Records Century Media | -        | -         |
| 8 февруари, 2000  | The Chainheart Machine  | Listenable Records Century Media | -        | -         |
| 20 февруари, 2001 | A Predator's Portrait   | Nuclear Blast                    | -        | -         |
| 25 март, 2002     | Natural Born Chaos      | Nuclear Blast                    | -        | -         |
| 6 май, 2003       | Figure Number Five      | Nuclear Blast                    | -        | -         |
| 8 март, 2005      | Stabbing the Drama      | Nuclear Blast                    | -        | -         |
| 19 октомври, 2007 | Sworn to a Great Divide | Nuclear Blast                    | #147     | 5000+     |
| 2010              | The Panic Broadcast     |                                  |          |           |
| 2013              | The Living Infinite     |                                  |          |           |
| 2015              | The Ride Majestic       |                                  |          |           |
| 2019              | Verkligheten            |                                  |          |           |
| 2022              | Övergivenheten          |                                  |          |           |

### Демота иEP
- In Dreams We Fall into the Eternal Lake (1997, демо)
- The Early Chapters (2003, EP)

### Сингли
- As We Speak (2002)
- Black Star Deceiver (2002)
- Light the Torch (2003)
- Rejection Role (2003)
- Stabbing the Drama (2005)
- Nerve (2005)
- Exile (2007)